# Чучуены
Чучуены (рум. Ciuciuieni, Чучуень) — село в Сынжерейском районе Молдавии. Является административным центром коммуны Чучуены, включающей также село Брежены.

## География
Село расположено на высоте 93 метров над уровнем моря.

## Население
По данным переписи населения 2004 года, в селе Чучуень проживает 947 человек (473 мужчины, 474 женщины).
Этнический состав села:
| Национальность | Число жителей | Процентный состав |
| -------------- | ------------- | ----------------- |
| молдаване      | 918           | 96.94             |
| украинцы       | 18            | 1.9               |
| русские        | 8             | 0.84              |
| румыны         | 2             | 0.21              |
| гагаузы        | 1             | 0.11              |
| Всего          | 947           | 100%              |